# Anthyllis variegata
Anthyllis variegata är en ärtväxtart som beskrevs av Aleksandr Alfonsovitj Grossgejm. Anthyllis variegata ingår i släktet getväpplingar, och familjen ärtväxter. Inga underarter finns listade i Catalogue of Life.